# Studentenhuis

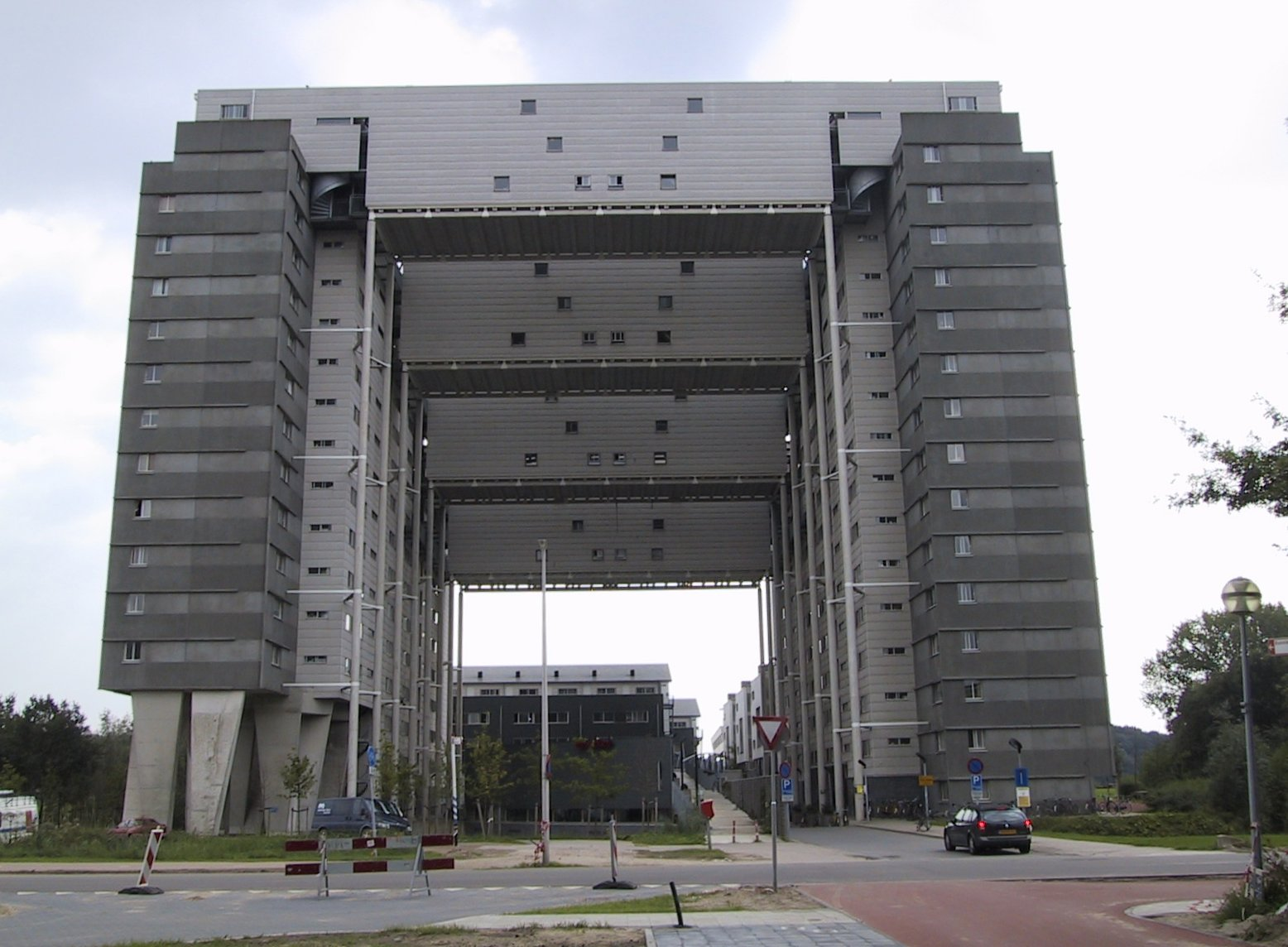
Studentenhuisvesting in Utrecht.

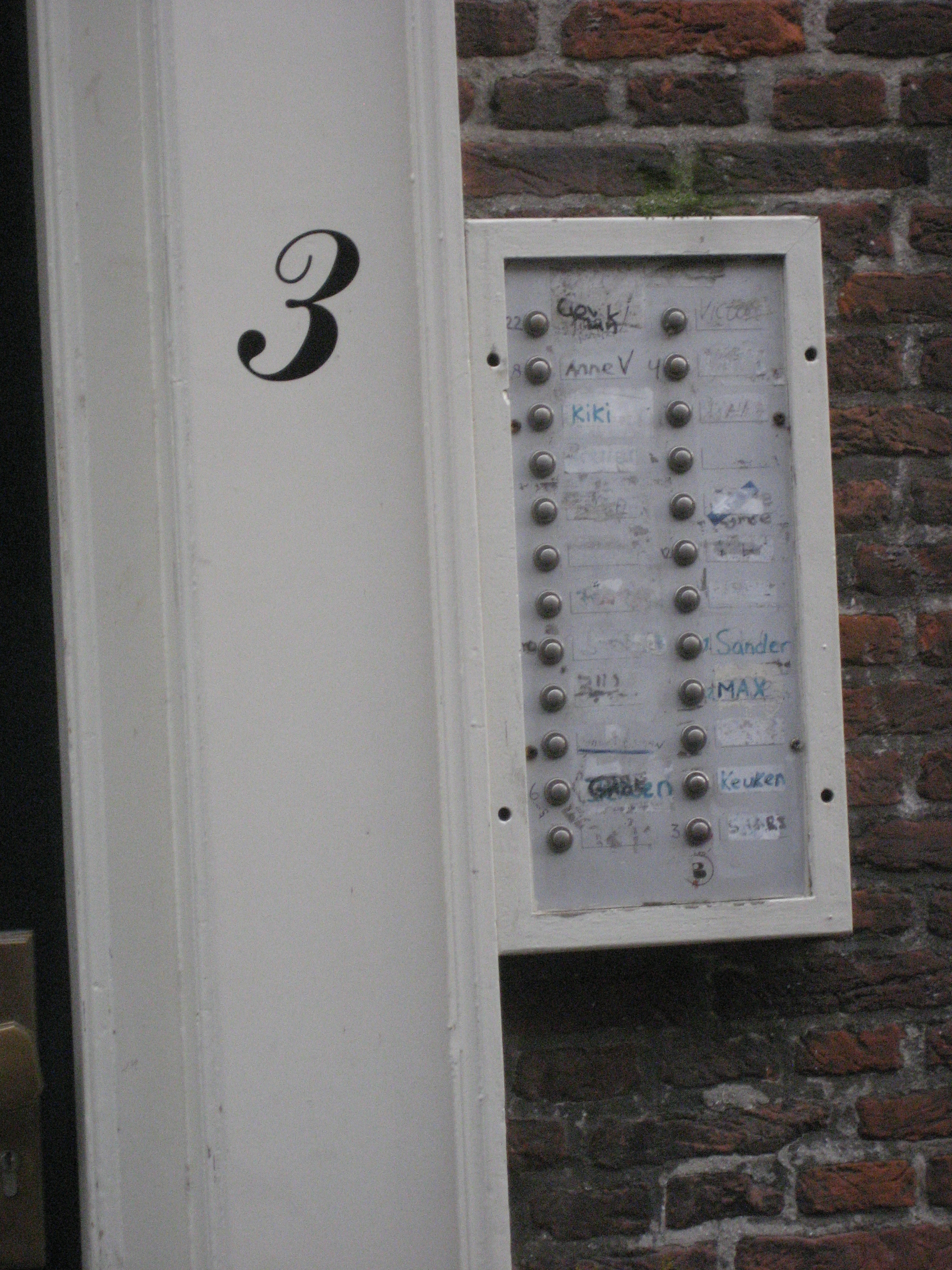
Studentenhuis in Leiden

Een studentenhuis is een woning waar uitsluitend (meerdere) studenten (of soms ook werkende jongeren) een woongemeenschap vormen. In het Vlaams wordt het woord kot (mv. koten) gebruikt en wordt tevens van 'kotgenoten' gesproken.
Vaak zijn het bestaande panden die kamergewijs worden verhuurd, door een woningcorporatie, een studentenvereniging, de onderwijsinstelling zelf of particulieren. Meestal is er wel een gemeenschappelijke keuken en gemeenschappelijk sanitair. Daarom is het ook nodig afspraken te maken over huishoudelijke taken zoals schoonmaken en het afval wegbrengen. Ook zullen veel kosten gezamenlijk over alle bewoners omgeslagen worden, zoals gemeentelijke belastingen, GWE, telefoonkosten, schoonmaakkosten etc. Soms wordt ook gezamenlijk gegeten ('huiseten'), geborreld ('huisborrel'), uitgegaan ('huisuitje') of vinden andere 'huisactiviteiten' plaats.
Er zijn zowel gemengde studentenhuizen als studentenhuizen voor alleen meisjes of alleen jongens. Veel studenten wonen in speciaal voor studenten gebouwde huisvesting, doorgaans studentenflats. Studentenflats zijn vooral te vinden in steden met hogescholen en universiteiten. Er kan ook een campus zijn. Studentenflats zijn niet te vergelijken met studentenhuizen. De woning van een hospes of hospita die daar kamers verhuurt, ook al is het aan louter studenten, geldt niet als een studentenhuis.
Verenigingshuizen zijn huizen waar alle bewoners, nagenoeg alle bewoners of ten minste een meerderheid lid is van een vereniging. Waar deze grens ligt, bepaalt de vereniging. Verenigingshuizen profileren zich als zodanig en worden ook vermeld in de almanak van de vereniging. De vereniging kan een verenigingshuis erkennen of die erkenning intrekken, afhankelijk van diens eigen regels. Soms bestaan zelfs jaarclub- en dispuuthuizen, waarin alle bewoners lid zijn van zowel dezelfde vereniging als dezelfde jaarclub of dispuut. Het bekendst zijn de corpshuizen, maar ook andere verenigingen hebben verenigingshuizen. Dispuuts- en verenigingshuizen worden soms financieel ondersteund door oud-leden. Soms moeten nieuwe bewoners een ontgroening of introductie ondergaan. Verenigingshuizen kennen dan vaak een sterke hiërarchie gebaseerd op anciënniteit. Vaak bepalen oudere bewoners bepaalde gebruiken en draaien feuten op voor de vervelendste klusjes.
In studentenhuizen is het afhankelijk van de huurbaas of de bewoners een stem hebben in de keuze van een nieuwe huisgenoot. Vaak laat de huurbaas dit toe omdat de belangen van zowel de eigenaar als de oude bewoners hier overeenkomen: beiden willen een nieuwe huisgenoot die in het huis past en geen problemen geeft. De keuze kan bijvoorbeeld door middel van een hospiteerborrel, ook wel "kijkavond" of "instemming" genoemd. Hierbij komen alle kandidaat-bewoners op de borrel, waarna de bewoners hun keuze maken. In verenigingshuizen zullen de bewoners met goedvinden van de eigenaar leden van de eigen vereniging trachten te werven als nieuwe huisgenoot. De eigenaar heeft het laatste woord en staat het hem of haar vrij de voorgedragen kandidaat-huurder te weigeren of zelf een andere huurder voor te stellen. Om deze redenen hebben verenigingshuizen in de regel particuliere eigenaren; corporaties werken met wachtlijsten en werken zelden mee aan de wensen van bestaande bewoners.
Studentenhuizen hebben soms het imago dat het er niet al te schoon is, met uitpuilende afvalbakken, rondslingerend afval, vieze keukens en koelkasten, onhygiënische toestanden en ongedierte als mogelijke gevolgen. Een ander aangekaart probleem is de (geluids)overlast die sommige studentenhuizen zouden veroorzaken. Met name wanneer er een groot verloop is, is het vaak in de praktijk moeilijk bewoners hierop aan te spreken. Veel steden hanteren om deze reden een beleid waarin het aantal studentenhuizen in een straat of buurt wordt gemaximeerd, zodat de studentenhuizen enigszins over de stad worden verspreid. Ook hier geldt dat omwonenden in het uiterste geval de huisbaas kan aanspreken die dan vaak de studenten zelf aanspreekt op hun gedrag.
Berucht zijn de zogenaamde "huisjesmelkers", die gebruikmaken van de kamernood om kamers in krotwoningen voor zeer hoge prijzen te verhuren. Vaak zijn deze kamers klein en zijn er gebreken als lekkage, schimmelvorming, stank of een slecht werkende verwarming. De huurders zijn meestal nieuwkomers en internationale studenten die minder of geen netwerk hebben om een betere kamer te vinden. Ook wordt er soms door de verhuurder of vertrekkende huurders sleutelgeld gevraagd van nieuwkomers.